# Laelae
 (mai 2019).
La rivière Laelae est une rivière de Guam.

## Voir également
- Liste des rivières de Guam